# Килдер (Оклахома)
Килдер (енгл. Kildare) град је у америчкој савезној држави Оклахома.

## Демографија
По попису из 2010. године број становника је 100, што је 8 (8,7%) становника више него 2000. године.
| Група             | 2000.      | 2010.      |
| Белци             | 70 (76,1%) | 86 (86,0%) |
| Афроамериканци    | 0 (0,0%)   | 0 (0,0%)   |
| Азијати           | 0 (0,0%)   | 0 (0,0%)   |
| Хиспаноамериканци | 2 (2,2%)   | 3 (3,0%)   |
| Укупно            | 92         | 100        |